# Le Chant du prophète
Le Chant du prophète (titre original : Prophet Song) est un roman dystopique, écrit en 2023 par l'auteur irlandais Paul Lynch, et publié par Oneworld cette même année. Le roman dépeint les luttes de la famille Stack, notamment d'Eilish Stack, mère de quatre enfants qui tente de sauver sa famille alors que la république d'Irlande sombre dans le totalitarisme. Le récit est raconté de manière non conventionnelle, sans interruption de paragraphe. Le livre a remporté le prix Booker 2023.

## Contexte
Lynch a déclaré que l'une des principales inspirations du livre était la guerre civile syrienne, notamment avec la crise des réfugiés qui en a résulté, et de l'indifférence de l'Occident face au sort des réfugiés. Lynch a également cité l'œuvre de l'auteur allemand Hermann Hesse comme source d'inspiration pour écrire son premier roman dystopique.

## Résumé
Dans une république d'Irlande proche de l'avenir, à la suite d'une grève des enseignants, le parti de droite Alliance nationale prend le contrôle du gouvernement. L'Alliance nationale donne à la police nationale irlandaise (la Garda Síochána), et au corps judiciaire des pouvoirs étendus. Le régime établit également une nouvelle police secrète, le Bureau des services nationaux de la Garda. Le nouveau gouvernement révoque rapidement les libertés civiles ; tandis que les manifestations pacifiques sont dispersées; alors que les citoyens irlandais sont arrêtés sans motif et torturés.
Larry Stack, enseignant et leader syndical, est arrêté, puis détenu sans inculpation lors d'un rassemblement. Sa femme Eilish, qui est scientifique, est laissée libre pour s'occuper de leurs quatre enfants, ainsi que de son père atteint de démence. Eilish demande alors la libération de son mari. Mais l'État plonge rapidement dans la guerre civile, et les citoyens soupçonnés de faire partie de la résistance sont arrêtés et tués. Eilish lutte ainsi pour maintenir sa famille unie pendant la guerre civile ; mais un jour, elle envisage de fuir le pays avec sa famille afin qu'éventuellement, elle puisse rejoindre sa sœur Áine au Canada.

## Réception
Certaines critiques ont estimé que le récit, sans interruptions de paragraphe, ajoutait de l'urgence pour l'intrigue. Aimée Walsh de The Observer a déclaré que le style du roman lui conférait « une atmosphère haletante et claustrophobique » en concluant de même que le message de Lynch est cristallin : « des vies dans le monde entier connaissent des bouleversements, de la violence et des persécutions » ; et présentant même le fait que : « Le Chant du prophète est un manifeste littéraire pour l'empathie envers ceux dans le besoin est un roman brillant et obsédant qui devrait être remis entre les mains des décideurs du monde entier ».
Écrivant pour le Financial Times, Lucy Popescu a déclaré que l'absence d'interruptions de paragraphes conférait au roman un sentiment d'urgence. Elle a également énoncé que le roman offrait une nouvelle perspective et de l'empathie pour ceux qui souffrent des méfaits à cause de la crise des migrants, affirmant même que : « Lynch décrit les horreurs incessantes de la guerre, mais  que sa fiction défie également directement la rhétorique négative entourant les réfugiés en articulant et en éclairant leur traumatisme ».[Pas dans la source]
Dans The Guardian, Melissa Harrison a loué la représentation du personnage principal par Lynch, déclarant : « La représentation d'Eilish par Lynch est nuancée et compatissante, et dans la qualité farouchement incarnée de son amour pour ses enfants, totalement réussie ». Harrison a ajouté que « la manière dont la société civile se disloque est dessinée de manière persistante et brutale », avec le récit présentant des parallèles perspicaces, suivi des crises similaires par rapport à l'histoire récente.[Pas dans la source]

### Prix Booker
Le roman a remporté le prix Booker 2023, la présidente du jury, Esi Edugyan, a déclaré que l'œuvre était un « triomphe du récit émotionnel, stimulant et courageux ». En ce qui concerne la représentation de la guerre et de la crise migratoire subséquente dans le roman, Edugyan a déclaré que le livre « saisit les angoisses sociales et politiques de notre époque actuelle ». Lynch est le sixième écrivain irlandais à remporter un prix Booker.